# François Chérèque
François Marie Michel Chérèque (Nancy, 1º giugno 1956 – Parigi, 2 gennaio 2017) è stato un sindacalista francese, segretario generale della CFDT dal 2002 al 28 novembre 2012.
Era figlio del sindacalista Jacques Chérèque e di Marie Colson,.
Morì di leucemia il 2 gennaio 2017, all'età di 60 anni. Aveva contratto la malattia nel settembre 2015.